# Puchar Narodów Afryki 2021 (kwalifikacje)/Grupa C
Grupa C jest jedną z dwunastu grup eliminacji do turnieju o Puchar Narodów Afryki 2021. Składa się z czterech niżej wymienionych reprezentacji:
- Ghana
- Południowa Afryka
- Sudan
- Wyspy Świętego Tomasza i Książęca (drużyna wyłoniona w fazie eliminacyjnej)

Każda drużyna rozegra z każdym z pozostałych rywali dwa mecze, jeden na własnym stadionie, drugi na stadionie rywala. Mecze rozgrywane będą od listopada 2019 roku do września 2020. Dwa najlepsze zespoły w grupie uzyskają awans do turnieju finałowego.
Z powodu pandemii COVID-19 wszystkie mecze kolejek numer 3 i 4 (zaplanowane na marzec 2020), a także numer 5 (zaplanowane na czerwiec 2020) zostały odwołane, bez podania nowej daty ich rozegrania.
30 czerwca 2020 roku CAF ogłosił przesunięcie rozegrania turnieju głównego ze stycznia 2021 na styczeń 2022. 19 sierpnia 2020 roku zapadła decyzja o nowych terminach meczów eliminacyjnych: kolejki numer 3 i 4 mają zostać rozegrane w dniach 9-17 listopada 2020, a kolejki 5 i 6 22-30 marca 2021.

## Tabela
| Msc. | Zespół                            | M | W | R | P | Br+ | Br- | +/- | Pkt |
| ---- | --------------------------------- | - | - | - | - | --- | --- | --- | --- |
| 1    | Ghana                             | 6 | 4 | 1 | 1 | 9   | 3   | +6  | 13  |
| 2    | Sudan                             | 6 | 4 | 0 | 2 | 9   | 3   | +6  | 12  |
| 3    | Południowa Afryka                 | 6 | 3 | 1 | 2 | 8   | 7   | +1  | 10  |
| 4    | Wyspy Świętego Tomasza i Książęca | 6 | 0 | 0 | 6 | 3   | 16  | -13 | 0   |

|                                   | Ghana | Sudan | Południowa Afryka | Wyspy Świętego Tomasza i Książęca |
| --------------------------------- | ----- | ----- | ----------------- | --------------------------------- |
| Ghana                             | X     | 2:0   | 2:0               | 3:1                               |
| Sudan                             | 1:0   | X     | 2:0               | 4:0                               |
| Południowa Afryka                 | 1:1   | 1:0   | X                 | 2:0                               |
| Wyspy Świętego Tomasza i Książęca | 0:1   | 0:2   | 2:4               | X                                 |

## Wyniki

### Kolejka 1
| 13 listopada 2019 20:00 CET | Sudan · Alagab 7' · Hamid 44' · Diogo 62' (sam.) · El-Rasheed 77' | 4:0(2:0)Raport | Wyspy Świętego Tomasza i Książęca | Stadion Al-Hilal, Omdurman Sędzia: Mohamed Ali Moussa |
|                             |                                                                   |                |                                   |                                                       |

| 14 listopada 2019 20:00 CET | Ghana · Partey 36' · Kudus 80' | 2:0(1:0)Raport | Południowa Afryka | Cape Coast Sports Stadium, Cape Coast Sędzia: Mustapha Ghorbal |
|                             |                                |                |                   |                                                                |

### Kolejka 2
| 17 listopada 2019 14:00 CET | Południowa Afryka · Phiri 45' | 1:0(1:0)Raport | Sudan | Orlando Stadium, Johannesburg Sędzia: Eric Otogo-Castane |
|                             |                               |                |       |                                                          |

| 18 listopada 2019 14:00 CET | Wyspy Świętego Tomasza i Książęca | 0:1(0:0)Raport | Ghana · J. Ayew 50' (k.) | Estádio Nacional 12 de Julho, São Tomé Sędzia: Messie Nkounkou Mvoutou |
|                             |                                   |                |                          |                                                                        |

### Kolejka 3
| 12 listopada 2020 17:00 CET | Ghana · A. Ayew 19', 81' | 2:0(1:0)Raport | Sudan | Cape Coast Sports Stadium, Cape Coast Sędzia: Maguette N’Diaye |
|                             |                          |                |       |                                                                |

| 13 listopada 2020 20:00 CET | Południowa Afryka · Tau 55' (k.) · Zungu 90+1' | 2:0(0:0)Raport | Wyspy Świętego Tomasza i Książęca | Moses Mabhida Stadium, Durban Sędzia: Thulani Sibandze |
|                             |                                                |                |                                   |                                                        |

### Kolejka 4
| 16 listopada 2020 14:00 CET | Wyspy Świętego Tomasza i Książęca · Jocy 12' · Harramiz 75' | 2:4(1:1)Raport | Południowa Afryka · Zwane 37', 87' · Tau 70', 88' | Nelson Mandela Bay Stadium, Port Elizabeth (Południowa Afryka) Sędzia: Tawel Camara Younoussa |
|                             |                                                             |                |                                                   |                                                                                               |

| 17 listopada 2020 14:00 CET | Sudan · Abdelrahman 90+2' | 1:0(0:0)Raport | Ghana | Stadion Al-Hilal, Omdurman Sędzia: Joshua Bondo |
|                             |                           |                |       |                                                 |

### Kolejka 5
| 24 marca 2021 14:00 CET | Południowa Afryka · Tau 51' | 1:1(0:0)Raport | Ghana · Kudus 49' | First National Bank Stadium, Johannesburg Sędzia: Bamlak Tessema Weyesa |
|                         |                             |                |                   |                                                                         |

| 25 marca 2021 17:00 CET | Wyspy Świętego Tomasza i Książęca | 0:2(0:1)Raport | Sudan · Abdelrahman 27' · Bakhit 55' | Estádio Nacional 12 de Julho, São Tomé Sędzia: Samuel Pwadutakam |
|                         |                                   |                |                                      |                                                                  |

### Kolejka 6
| 28 marca 2021 18:00 CET | Ghana · N. Opoku 12' · J. Ayew 31' (k.) · Baba Rahman 60' | 3:1(2:0)Raport | Wyspy Świętego Tomasza i Książęca · Iniesta 83' | Cape Coast Sports Stadium, Cape Coast Sędzia: Souleiman Ahmed Djama |
|                         |                                                           |                |                                                 |                                                                     |

| 28 marca 2021 18:00 CET | Sudan · Bakhit 5' · Abdelrahman 32' | 2:0(2:0)Raport | Południowa Afryka | Stadion Al-Hilal, Omdurman Sędzia: Helder Martins de Carvalho |
|                         |                                     |                |                   |                                                               |

## Strzelcy
4 gole
- Percy Tau

3 gole
- Mohamed Abdelrahman

2 gole
- André Ayew
- Jordan Ayew
- Mohammed Kudus
- Themba Zwane
- Bakhit

1 gol
- Nicholas Opoku
- Thomas Partey
- Baba Rahman
- Lebogang Phiri
- Bongani Zungu
- Harramiz
- Iniesta
- Jocy
- Ramadan Agab
- Mohamed El-Rasheed
- Ahmed Hamid

Gole samobójcze
- Jordão Diogo (dla Sudanu)